# ダイエー市川店
ダイエー市川店（ダイエーいちかわてん）は千葉県市川市市川一丁目にある大型商業施設（ショッピングセンター）である。ネットスーパー取扱店舗。
ダイエーの主要店舗で、市川ビルの主要テナントとなっている。

## 概要
市川駅前という好立地に存在する市川ビルは1975年7月に竣工し、その当時からダイエーが主要テナントとして入店している。
当初はテナントとしてデパートを呼ぶ予定であった。しかし、総武線に快速電車が運転され、客足が東京へ流れることからデパートの入店は見送られた。
かつては9F-11Fもダイエーが市川ビル側から追加で賃貸していたが、段階的に直営売り場を縮小しており、2012年12月からは1-8Fから1-6Fへと縮小した。
ダイエーがイオンの完全子会社になったことに伴い、2016年12月1日に「イオンフードスタイル」業態にリニューアル。これによって直営売り場は1-4Fへとさらに縮小され、売り場構成も食品とヘルス&ウェルネス関連に特化し、3Fにはテイスティングバーやイートインコーナーが設置された一方、衣料品や住宅用品などは大幅に削減された。5Fにはファッション関連の専門店、6Fにはスポーツオーソリティが新たに入居した。店舗外壁も改装され、「AEON FOOD STYLE by daiei」のロゴが掲げられた。

## フロア構成

### 2016年12月から
| 階       | フロア概要                                    |
| -------- | --------------------------------------------- |
| 5F - 12F | 専門店のフロア                                |
| 4F       | 日用消耗品・台所用品・文具のフロア            |
| 3F       | リカー・ビューティ&ヘルスケア・カフェのフロア |
| 2F       | 日配品・加工食品のフロア                      |
| 1F       | 生鮮食品・惣菜・パン・フラワーのフロア        |
| B2F・B1F | 専門店のフロア                                |

### 2012年12月から2016年11月まで
| 階       | フロア概要                                               |
| -------- | -------------------------------------------------------- |
| 7F - 12F | 専門店のフロア                                           |
| 6F       | インテリア・寝具・文具・小型家電・めがね・自転車のフロア |
| 5F       | 紳士服・紳士肌着・カジュアルウェアのフロア               |
| 4F       | 婦人衣料のフロア                                         |
| 3F       | スーパードラッグ・園芸のフロア                           |
| 2F       | 食料品のフロア                                           |
| 1F       | 生鮮食品・デイリーのフロア                               |
| B2F・B1F | 専門店のフロア                                           |

### 2012年12月まで
| 階        | フロア概要                                               |
| --------- | -------------------------------------------------------- |
| 11F - 12F | 専門店                                                   |
| 10F       | 専門店フィットネス 2006年以前は書籍アシーネ              |
| 9F        | 専門店ダイソー                                           |
| 8F        | インテリア・寝具・文具・小型家電・自転車のフロア         |
| 7F        | 専門店のフロア g.u.のちシュープラザ 2006年以前は子供用品 |
| 6F        | 紳士服・めがねのフロア                                   |
| 5F        | 婦人衣料・子供衣料のフロア                               |
| 4F        | 婦人衣料のフロア                                         |
| 3F        | スーパードラッグのフロア                                 |
| 2F        | 食料品・フードコートのフロア                             |
| 1F        | 生鮮食品・デイリーのフロア                               |
| B2F・B1F  | 専門店のフロア                                           |

## 歴史
- 1975年（昭和50年）7月8日 - 市川ビル竣工。「ダイエー市川店」オープン。
- 1977年（昭和52年） - テナントが埋まらなかった9F-11Fをダイエー側に追加賃貸。
- 1987年（昭和62年） - メンテナンス不良だったエレベータ・エスカレータを更新。
- 2000年（平成12年）2月 - 市川ビルの社長がダイエー市川店のV革・テナントサポートを実施する市川ダイエープロジェクト（IDP）活動開始。
- 2001年（平成13年）9月 - 4億円をかけ、ダイエー市川店を改装工事。
- 2006年（平成18年）1月18日 - 2.5億円をかけ、ダイエー市川店を改装工事。
- 2012年（平成24年）12月 - ダイエー市川店を改装し、直営売り場を1-8Fから1-6Fへと縮小。
- 2016年（平成28年）12月1日 - ダイエー市川店を改装し、直営売り場を1-4F縮小の上、「イオンフードスタイル」業態にリニューアル。
- 2024年（令和6年）10月7日 - 19:00頃、ダイエー市川店が入居する市川ビルの館内電気設備より火災が発生し、当面の間全館臨時休業。11月6日、1階・2階の営業再開。